# 기바나촌
기바나촌(木花村)은 일본 미야자키현 미야자키군에 설치되었던 촌이다. 현재의 미야자키시 기비나 지역자치구에 해당한다.